# André Malraux
André Malraux (; n. 3 noiembrie 1901, Paris, Île-de-France, Franța – d. 23 noiembrie 1976, Créteil, Île-de-France, Franța; născut André Berger) a fost un scriitor, ziarist și om politic francez. În tinerețe a dus o viață foarte aventuroasă, angajându-se și în agitațiile politice de diferite nuanțe.

## Biografie timpurie
În anul 1905 părinții săi divorțează, André Malraux este crescut de mama și bunica lui, care avea un mic comerț în Bondy, cartier periferic al Parisului. Malraux se înscrie la Școala de Limbi orientale și frecventează cercurile artistice ale capitalei, abandonează însă studiile la vârsta de 17 ani și lucrează într-o librărie pentru o editură. Printr-o lectură bogată, își completează cultura, frecventând și cursurile libere de la muzeul Guimet și școala de pe lângă muzeul Louvre. Primele sale cronici literare sau artistice apar începând cu anul 1921, an în care se căsătorește cu Clara Goldschmidt, provenind dintr-o bogată familie germană.
În 1923 pleacă în Indochina, la 23 decembrie 1923 este arestat la Phnom Penh, pentru că încercase să fure un basorelief prețios din ruinele unui templu cambodgian din Banteay Srei din ansamblul Angkor. Este condamnat la trei ani închisoare, și, abia în apel, pedeapsa i se reduce la un an "cu suspendare", așa că se poate reîntoarce în Franța. În 1925 revine la Saigon și înființează ziarul "L'Indochine", cu o scurtă durată de apariție. Din nou în Franța, scrie diverse eseuri și, în 1930, primul său roman, "La voie royale", în care relatează evenimentele la care a luat parte în Indochina. În anii 1926-1927 întreprinde călătorii în Laos și în China, unde participă activ la operațiile grupurilor comuniste.

## Biografie târzie
Începând din anul 1933, devine militant antifascist, participă la Războiul civil din Spania de partea forțelor republicane, organizând o escadrilă de aviație pe care o va comanda până în 1937. Totuși, după o participare în 1940 la congresul scriitorilor sovietici de la Moscova, începe să se distanțeze de ideile dogmatice ale comunismului. La izbucnirea celui de-al Doilea Război Mondial se înrolează într-o formație de blindate în lupta împotriva Germaniei naziste. În timpul retragerii este rănit și luat prizonier, reușește însă să evadeze din lagărul de la Sens, pentru a intra organizațiile de rezistență contra ocupanților germani, sub numele de „Colonelul Berger”.
Este arestat de autoritățile germane la Grannat, fiind găsit în prezența unui ofițer englez din serviciile de informație, și interogat în închisoarea din Toulouse. Când forțele germane părăsesc în 1944 orașul, Malraux era deja liber. Comandă brigada „Alsacia-Lorena” și participă la eliberarea teritoriului francez. Intervine în 1945 pentru a împiedica Partidul Comunist Francez să preia sub egida lui totalitatea organizațiilor din Rezistență. În același an se întâlnește cu generalul Charles de Gaulle, al cărui colaborator fidel și prieten va rămâne până la sfârșitul vieții. Începând din anul 1947 deține mai multe posturi în guvern, între 1947 și 1949 ministru al propagandei și informațiilor, ministru de interne, apoi din 1958 până în 1969 ministru de stat și ministru pentru probleme culturale. Malraux a jucat un rol important în crearea mișcării „Rassemblement du Peuple Français” (R.P.F.), platforma politică a generalului de Gaulle. Malraux a fost un partizan al intervenției statului în fenomenele artistice și literare, folosind mijloace bugetare pentru producerea operelor culturale, fapt care a dus la o limitare a spontaneității și originalității în viața culturală a Franței.

## Opera literară
- 1928: Les conquérants ("Cuceritorii");
- 1930: La voie royale, ("Calea regală");
- 1933: La condition humaine, ("Condiția umană") - Premiul Goncourt - cu subiect din revoluția chineză;
- 1935: Le temps du mépris ("Timpul disprețului");
- 1937: L'Espoir, ("Speranța") - inspirată din evenimentele războiului civil din Spania;
- 1943: Les noyers d'Altenbourg ("Nucii din Altenbourg"), fragment păstrat din La lutte avec l'ange ("Lupta cu îngerul"), parțial distrus;
- 1947: Le musée imaginaire ("Muzeul imaginar");
- 1948: La création artistique ("Creația artistică");
- 1950: La monnaie de l'absolu ("Moneda absolută");
- 1951: Les voix du silence, ("Vocile tăcerii");
- La métamorphose des dieux, în trei volume: 1957, 1974, 1976;
- 1967: Antimémoires, ("Antimemorii"), memorialistică;
- 1971: Les chênes qu'on abat;
- 1973: La Corde et les Souris;
- 1974: La tête d'obsidienne et Lazare;
- 1976: Lazare, surtitré Le Miroir des Limbes (eseu și povestire autobiografică);
- La psychologie de l'art ("Psihologia artei").

## Traduceri în limba română
- Speranța (L’Espoir), în românește de Ion Mihăileanu, Editura pentru literatură universală, București, 1968
- Condiția umană (La condition humaine), traducere și studiu introductiv de Ion Mihăileanu, Editura pentru literatură, Biblioteca pentru toți, București, 1965
- Calea Regală (La Voie Royale), traducere de Miron Radu Paraschivescu, Editura Cartea Românească, București, 1971
- Cuceritorii (Les conquérants), traducere, prefață și tabel cronologic de Ion Mihăileanu, Biblioteca pentru toți, Editura Minerva, București, 1978
- Antimemorii * Oglinda limburilor (Antimémoires * Le Miroir des Limbes), traducere de Ileana Cantuniari, RAO, București, 1994
- Antimemorii ** Frînghia și șoarecii (Antimémoires **La Corde et les Souris), traducere de Irina Eliade, Olga Mărculescu, Modest Morariu, RAO, București, 1994
- Oglinda de la hotarul ceții, Lazăr (Lazare, supraîntitulat Le Miroir des Limbes), traducere și note de Irina Eliade, Editura „VIVALDI”, 1992.
- Omul precar și literatura (L'homme précaire et la littérature), traducere, prefață și note de Modest Morariu, colecția Eseuri, Editura Univers, București, 1980.